# Erythraenus borneensis
Erythraenus borneensis là một loài bọ cánh cứng trong họ Cerambycidae.